# Хамбюрен
Хамбюрен (нем. Hambühren) — община в Германии, в земле Нижняя Саксония.
Входит в состав района Целле. Население составляет 10 159 человек (на 31 декабря 2010 года). Занимает площадь 56,7 км².
| Год  | Население |
| ---- | --------- |
| 1990 | 8 658     |
| 1995 | 9 039     |
| 2000 | 9 478     |
| 2005 | 10 129    |
| 2010 | 10 133    |